# Jiří Krytinář
Jiří Krytinář (28. dubna 1947 Sejřek – 29. září 2015 Jablonec nad Nisou) byl český herec.

## Životopis
Narodil se v rodině hajného v Sejřku u Nedvědice pod Pernštejnem, kde také navštěvoval základní školu, v polenském SOU se v roce 1966 vyučil hodinářem, poté pracoval v polenském družstvu Elchron. V roce 1971 se přestěhoval do Jablonce nad Nisou, kde měl možnost uplatnit své hodinářské řemeslo.
Od dětství byl postižen osteochondrodysplazií, vrozeným onemocněním postihujícím růstové zóny kostí a chrupavky.
Pod vlivem okupace v srpnu 1968 napsal několik depresivních básní.
Od roku 1969 se věnoval herectví, jako profesionál od roku 1981, když získal stálé angažmá v barrandovském studiu. V 80. letech natáčel filmy v zahraničí, především v Bulharsku, Itálii, Jugoslávii, Německu, Rakousku a SSSR. Široké veřejnosti byl znám především z filmu a televize. Od 90. let dostával větší filmové role. Celkově ztvárnil více než 70 filmových rolí.
V letech 1981–1996 také působil v divadle Alhambra. Více než 30 let měl stálé angažmá v dětském loutkovém divadle v Praze, po jeho zrušení účinkoval ve více českých a slovenských divadlech v představeních různých žánrů – činohře, muzikálu i opeře. V letech 1992–1994 hrál v pražském divadle pro děti Minor.
V roce 1993 o něm režisér Ivan Vojnár natočil dokument Nespavost.
V březnu 2008 oznámil, že se jako nezávislý kandidát zúčastní voleb do Senátu.
Ve volném čase byl fanouškem fotbalové Sparty.
Zemřel náhle 29. září 2015. Příčinou jeho úmrtí byl infarkt.

## Výběr rolí

### Film
- Šest černých dívek aneb kam zmizel doktor Zajíc (1969)
- Tři oříšky pro Popelku (1973)
- Třetí princ (1982)
- Tři veteráni (1983)
- Amadeus (1984)
- Fešák Hubert (1984)
- Můj přítel d'Artagnan (1989)
- Kanárská spojka (1993)
- Kouzelný měšec (1996)
- Nejasná zpráva o konci světa (1997)
- Letopisy Narnie: Princ Kaspian (2007–2008) – se svojí dcerou Janou ztvárnili role trpaslíků[9]
- Bathory (2008) – role kapelníka

### Televize
- Hospoda – role Davida Goliáše
- Arabela – role Mekoty

### Divadlo
- La Bohema
- Carmen (Národní divadlo)
- Mistr a Markétka (Stavovské divadlo)
- Hráči (Divadlo Bez zábradlí)
- Pohádka Máj
- muzikál Angelika – role Gendéra (2007–2008)